# Filidor
Filidor war das Pseudonym eines deutschen Lyrikers und Komponisten, der im 18. Jahrhundert in Sachsen lebte.

## Werke
Filidor veröffentlichte Lieder und Gedichte in den Göttinger Musenalmanachen. 1788 erschienen seine Werke im Leipziger Verlag Göschen unter dem Titel Gedichte von Filidor, mit Musik. Er befasst sich darin vor allem mit den Themen Natur sowie Tugenden wie Genügsamkeit und Nächstenliebe.

## Leben
Über seine Identität ist wenig bekannt. Das Vorwort zu dem 1788 erschienenen Buch ist mit H. C. L. Senf unterzeichnet. Laut Johann Georg Meusel war er ein kursächsischer Pfarrer, der 1793 starb. Friedrich Raßmann gibt abweichend den 19. Januar 1814 als Todesdatum an. Ferdinand Avenarius nennt als vollständigen Namen Heinrich Christian Ludwig Senf.
Andere Autoren vermuten, dass sich hinter dem Pseudonym der Leipziger Rechtswissenschaftler Heinrich Christian Leb(e)recht Senf verbirgt.